# B-52 (cocktail)
B-52 (hay B52 hoặc Bifi) là một loại cocktail ngắn nhiều tầng bao gồm một phần rượu hương cà phê, một phần rượu Baileys Irish Cream và một phần rượu hương cam Le Grand Marnier. Khi được pha chế một cách thích hợp và chính xác thì ly rượu cocktail này sẽ có ba tầng ba màu rõ ràng. Sự chia tầng này do nồng độ cồn có trong 3 loại rượu.

## Cách pha chế
Trước tiên đổ một phần rượu hương cà phê vào ly. Sau đó từ từ đổ một phần rượu Baileys vào qua 1 chiếc thìa được đun nóng một cách cẩn thận. Và cuối cùng thì mới đổ phần rượu hương cam Le Grand Marnier. Khi pha thành công, ly rượu sẽ có tầng ba màu: nâu, trắng và vàng từ đáy lên.

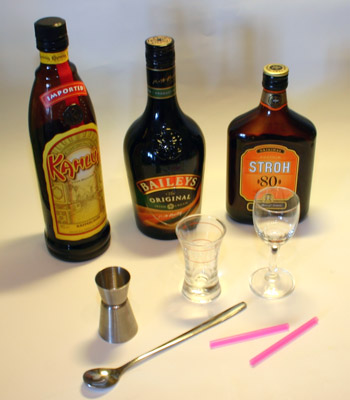
Các thành phần của một loại cocktail B52.
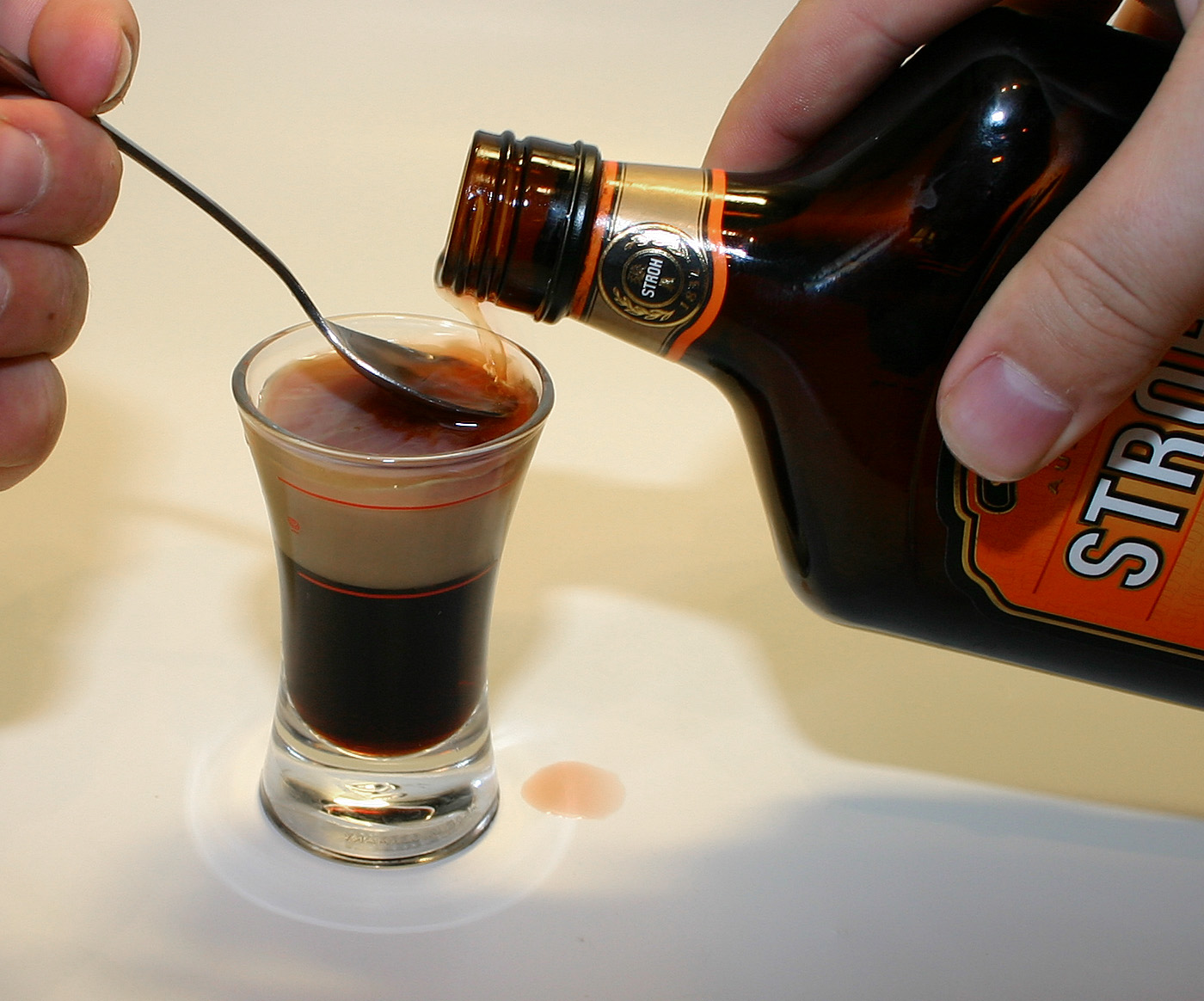
Các lớp được tạo thành sau khi rót một cách cẩn thận.
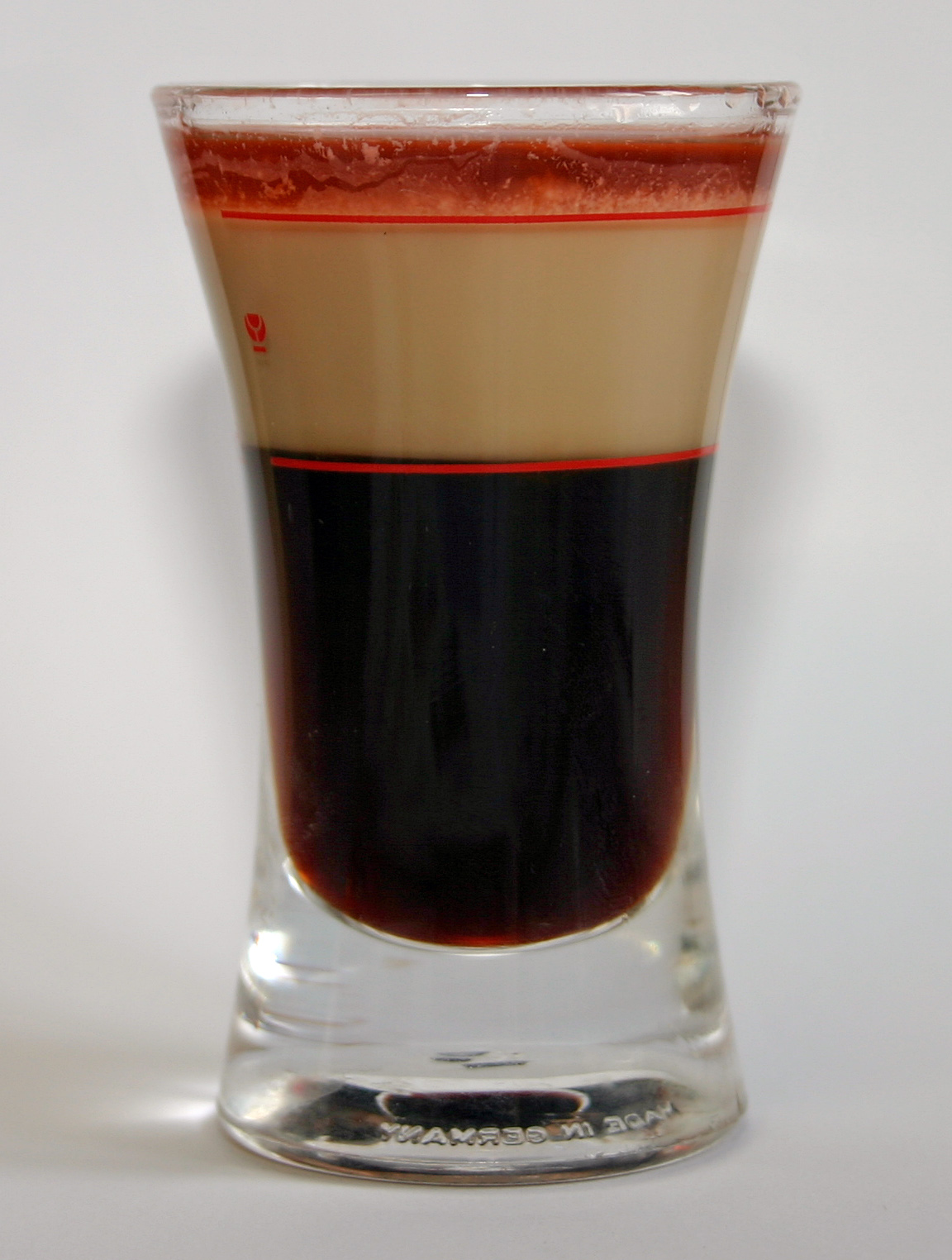
B52 bao gồm rượu hương cà phê, kem Ailen và Rum.
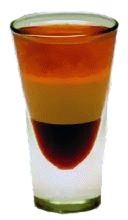
B52 được gọi là chuẩn khi mà các thành phần không kết hợp.

Thông thường người ta uống B52 với một trong hai loại ly: glass|Shooter hoặc ly glass#Sherry glass|Sherry